# Lauricius hooki
Lauricius hooki is een spinnensoort in de taxonomische indeling van de Tengellidae.
Het dier behoort tot het geslacht Lauricius. De wetenschappelijke naam van de soort werd voor het eerst geldig gepubliceerd in 1941 door Willis J. Gertsch.